# Фильмы моего отца
«Фильмы моего отца» (кат. Las películas de mi padre) — фильм 2007 года режиссёра Августо Мартинеса Торреса.

## Сюжет
Псевдодокументальный и псевдоавтобиографический фильм режиссёра Августо Мартинеса Торреса, в котором от лица его вымышленной дочери делается попытка раскрыть его творчество как продюсера и создателя экспериментальных фильмов с одновременным добавлением сюжетной линии отношений между дочерью и отцом. После смерти отца, дочь, которая совсем его не знала, пытается разузнать факты его жизни. Она начинает встречаться с друзьями, коллегами отца, актрисами, принимавшими участие в его фильмах (в роли которых в фильме выступают настоящие друзья и коллеги Торреса, рассказывающие о нём самом). Дочь находит дома киноплёнки, снятые отцом, и просматривает их в фильмотеке. В фильмотеке она знакомится с молодой девушкой, с которой у неё начинается роман. По мере раскрытия прошлого, у дочери возникает подозрение, что между ней и отцом был инцест.

## Актёрский состав
| В ролях         |  | Персонаж              |
| --------------- |  | --------------------- |
| Карме Малага    |  | Филла                 |
| Ариадна Каброль |  | Девушка из фильмотеки |
| Карло Д'Урси    |  | Фабрисио              |